# هينك فان سباندونك
هينك فان سباندونك (بالهولندية: Henk van Spaandonck)‏ (مواليد 25 يونيو 1913) هو لاعب كرة قدم. يلعب مع منتخب هولندا لكرة القدم. سبق له أن لعب في كأس العالم لكرة القدم مع منتخب بلاده.

## روابط خارجية
- هينك فان سباندونك على موقع الاتحاد الدولي (مؤرشف)  (الإنجليزية)
- هينك فان سباندونك على موقع قاعدة بيانات كرة القدم.إي يو (الإنجليزية)
- هينك فان سباندونك على موقع ناشيونال فوتبول تيمز (الإنجليزية)
- هينك فان سباندونك على موقع Soccerway.com (الإنجليزية)
- هينك فان سباندونك على موقع عالم كرة القدم.نت (الإنجليزية)